# Les Inséparables (film, 2023)
Pour les articles homonymes, voir Les Inséparables.
Pour plus de détails, voir Fiche technique et Distribution.
Les Inséparables est un film d'animation franco-belgo-espagnol réalisé par Jérémie Degruson et sorti en 2023.

## Fiche technique
- Titre français : Les Inséparables
- Titre international : The Inseparables
- Réalisation : Jérémie Degruson
- Scénario : Joel Cohen, Alec Sokolow, Bob Barlen, Cal Brunker, Jérémie Degruson et Matthieu Zeller
- Animation : Valentin Legrand et Dagmara Ziemianska (supervision)
- Musique : Puggy
- Production : Matthieu Gondinet et Matthieu Zeller
  - Production CGI : Vincent Philbert
- Société de production : nWave Pictures, Octopolis et A Contracorriente Films
- Société de distribution : KMBO (France)
- Pays de production :  France /  Belgique /  Espagne
- Format : couleur — 2,35:1 - son Dolby Digital DTS
- Genre : Animation
- Durée : 85 minutes
- Dates de sortie :
  - France : 12 juin 2023 (Festival international du film d'animation d'Annecy 2023) ; 13 décembre 2023 (sortie nationale)
  - Belgique : 10 août 2023
  - Espagne : 30 août 2024

## Distribution

### Voix anglaises
- Dakota West : Don
- Jordan Baird : DJ Doggy Dog
- Monica Young : Dee
- Donte Paris : Alfonso
- Olivier Paris : Pat
- Danny Fehsenfeld : Dragon
- Art Brown : Morty le pigeon

### Voix françaises
- Éric Judor : Don
- Jean-Pascal Zadi : DJ Doggy Dog
- Ana Girardot : Dee
- Chris Marques : Alfonso
- Bernard Bollet : Sunny
- Frédéric Philippe : Pat
- Jean-François Lescurat : Preston
- Serge Biavan : Rocinante
- Antonella Colapietro : Nora et la maman canard
- Laurence Huby : Petra
- Meaghan Dendraël : Jackie
- Garlan Le Martelot : Jack
- Kaycie Chase : les bébés ratons laveurs et le caneton
- Philippe Frécon : le papa raton laveur
- Xavier Fagnon : le policier Tackleberry
- Pauline Brunel : la promeneuse de Central Park
- Solange Boulanger : la marionnette fermière
- Magalie Matéci : la maman raton laveur et la mère de famille au théâtre
- Virginie Ramis et Angèle Humeau : chœurs

 Source et légende : version française (VF) sur RS Doublage et carton du doublage français.